# Stara Sucha (Węgrów)
Pour les articles homonymes, voir Stara Sucha.
Stara Sucha (prononciation : [ˈstara ˈsuxa]) est un village de polonais, situé dans la gmina de Grębków de la Powiat de Węgrów et dans la voïvodie de Mazovie dans le centre-est de la Pologne.

## Histoire
De 1975 à 1998, le village appartenait à la voïvodie de Siedlce.